# Wangsersee
Der Wangsersee ist ein Bergsee im Schweizer Kanton St. Gallen.
Der kleine See liegt oberhalb von Wangs nordöstlich des Gipfels des Pizols auf 2206 m ü. M. unweit der Pizolhütte, der Bergstation der Wangser Pizolbahn. Das Wasser des Sees fliesst über den Valeisbach ab.
Der Wangsersee ist je nach Routenwahl Start- oder Endpunkt der 5-Seen-Wanderung.